# Ann Leckie

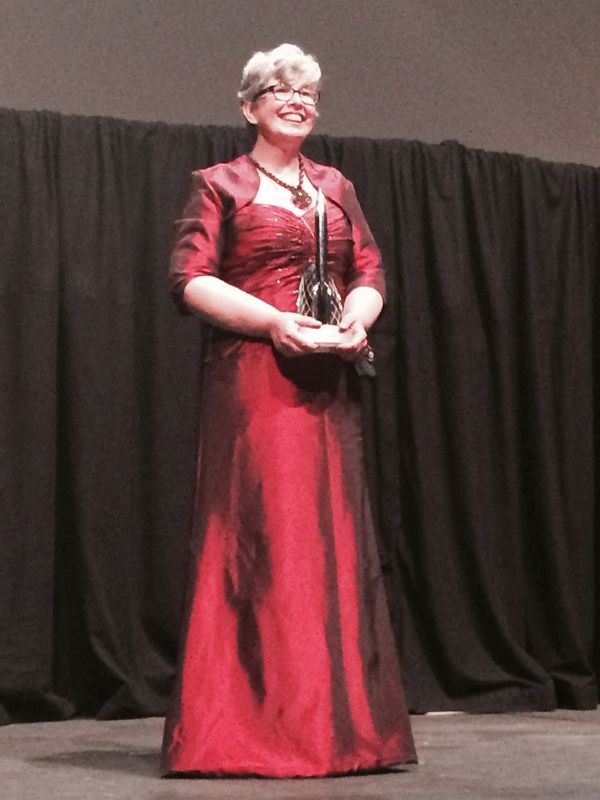
Ann Leckie (2014)

Ann Leckie (* 2. März 1966 in Toledo, Ohio) ist eine US-amerikanische Science-Fiction- und Fantasy-Schriftstellerin.
Leckie ist vor allem für ihren Debütroman Ancillary Justice (2013) bekannt, welcher 2014 mit dem Hugo Award für den besten Roman sowie dem Nebula Award, dem Arthur C. Clarke Award, dem British Fantasy Award und dem BSFA Award ausgezeichnet wurde. Der Nachfolgeroman Ancillary Sword gewann 2015 den Locus Award.

## Leben und Karriere
Leckie machte im Jahre 1989 einen Abschluss in Musik an der Washington University. Sie hat unter anderem als Kellnerin, Empfangsdame, Landvermesserin und Tontechnikerin gearbeitet. Sie ist mit David Harre verheiratet, mit dem sie einen Sohn und eine Tochter hat, und lebt mit ihrer Familie in St. Louis, Missouri.
Leckie wuchs als Science-Fiction-Fan in St. Louis auf. Erste Versuche in ihrer Jugend, eigene Werke zu veröffentlichen, waren erfolglos. Eine der wenigen Publikationen in dieser Zeit war ein Bodice Ripper in True Confessions.
Nach der Geburt ihrer Kinder in den Jahren 1996 und 2000 nahm die nicht berufstätige Mutter aus Langeweile am National Novel Writing Month 2002 teil und schrieb den ersten Entwurf für Ancillary Justice. Im Jahr 2005 besuchte Leckie den Clarion Science Fiction Writers’ Workshop unter Octavia Butler. In den folgenden sechs Jahren stellte sie Ancillary Justice fertig; es wurde 2012 von Orbit zur Veröffentlichung angenommen.
Leckie hat zahlreiche Kurzgeschichten veröffentlicht, darunter in Subterranean Magazine, Strange Horizons und Realms of Fantasy. Ihre Kurzgeschichten wurden in Jahresanthologien aufgenommen, beispielsweise in The Year’s Best Science Fiction & Fantasy, herausgegeben von Rich Horton.
Von 2010 bis 2013 gab sie das Online-Magazin Giganotosaurus heraus. Weiterhin war sie Herausgeber-Assistentin des Podcasts PodCastle. Von 2012 bis 2013 war sie Schriftführerin der Science Fiction and Fantasy Writers of America.

## Imperial Radch(Die Maschinen)– Trilogie
Leckies Debütroman Ancillary Justice, das erste Buch der „Imperial Radch“ Space-Opera–Trilogie, wurde im Oktober 2013 veröffentlicht und gewann alle wichtigen englischsprachigen Science-Fiction-Preise. Er folgt Breq, der einzigen Überlebenden eines durch Verrat zerstörten Raumschiffs und Trägerin des künstlichen Bewusstseins des Schiffes, bei ihrem Versuch, sich an der Herrscherin ihrer Zivilisation zu rächen. Eine sprachliche Besonderheit des Romans ist, dass er fast vollständig unter Verwendung des generischen Femininums geschrieben ist. Der Nachfolger, Ancillary Sword, wurde im Oktober 2014 veröffentlicht. Der Abschluss der Trilogie, Ancillary Mercy, erschien im Oktober 2015.

## Bibliographie

### Imperial Radch Trilogie (Deutsch: Die Maschinen)
1. Ancillary Justice. Orbit, 1. Oktober 2013, ISBN 978-0-356-50240-3. Deutsch: Die Maschinen, 9. Februar 2015, ISBN 978-3-641-14564-4
2. Ancillary Sword. Orbit, 7. Oktober 2014, ISBN 978-0-356-50241-0. Deutsch: Die Mission,  8. Februar 2016,  ISBN 978-3-453-31693-5
3. Ancillary Mercy Orbit, 6. Oktober 2015, ISBN 978-0-356-50242-7. Deutsch: Das Imperium, 13. März 2017, ISBN 978-3-453-31726-0

Im selben Universum angesiedelt:
- Provenance, Orbit, 26. September 2017, ISBN 978-0-316-38867-2.

### Weitere Romane
- The Raven Tower, Orbit, 28. Februar 2019, ISBN 978-0-356-50699-9. Deutsch: Der Rabengott, 16. März 2024, ISBN 978-3-608-12292-3

### Ausgewählte Kurzgeschichten
- She Commands Me and I Obey. In: Strange Horizons. November 2014
- Night's Slow Poison. In: Electric Velocipede Nr. 24. August 2012
- Maiden, Mother, Crone. In: Realms of Fantasy. Dezember 2010.
- Beloved of the Sun. In: Beneath Ceaseless Skies. 21. Oktober 2010.
- The Unknown God. In: Realms of Fantasy. Februar 2010.
- The Endangered Camp. In: Clockwork Phoenix 2. 2009 (Nachdruck in The Year’s Best Science Fiction & Fantasy, 2010. herausgegeben von Rich Horton)
- Marsh Gods. In: Strange Horizons, 7. Juli 2008
- The God of Au. In: Helix. Nr. 8. (Nachdruck in The Year’s Best Science Fiction & Fantasy, 2009. herausgegeben von Rich Horton)
- Hesperia and Glory. In: Subterranean Magazine. 4, 2006 (Nachdruck in Science Fiction: The Best of the Year 2007 Edition. herausgegeben von Rich Horton)